# Gardner Inlet
Das Gardner Inlet ist eine große, vereiste Bucht am Übergang von der Lassiter- zur Orville-Küste des Palmerlands auf der Antarktischen Halbinsel. Sie liegt an der Südwestseite der Bowman-Halbinsel zwischen Kap Adams und Kap Schlossbach. Die Bucht stellt den Ort der nördlichsten Ausdehnung des Filchner-Ronne-Schelfeises am Fuß des Mount Austin dar.
Entdeckt wurde sie bei der Ronne Antarctic Research Expedition (1947–1948) unter der Leitung des US-amerikanischen Polarforschers Finn Ronne, der sie nach Irvine Clifton Gardner (1889–1972) benannte. Gardner war Physiker am National Bureau of Standards beschäftigt und als Mitglied der American Antarctic Association an den Expeditionsvorbereitungen, insbesondere an der Entwicklung optischer Techniken für Luftaufnahmen, beteiligt.